# هذلول بن عبدالعزیز آل سعود
هذلول بن عبدالعزیز آل سعود (۱۹۴۲–۲۰۱۲) سیاستمدار سعودی و سی و دومین پسر ملک عبدالعزیز بود. مادرش یک زن یمنی به‌نام سعیده الیمنیه بود. وی از سال ۱۹۷۶ تا ۱۹۷۸ ریاست باشگاه فوتبال الهلال عربستان سعودی را برعهده داشته و از اعضای هیئت بیعت عربستان سعودی بود.
در اوت ۲۰۰۹ مؤسسه واشینگتن برای سیاست خاورمیانه او را به عنوان جانشین احتمالی ملک عبدالله شناخت.
هذلول به عنوان عضو افتخاری در هیئت رئیسه باشگاه الهلال عربستان فعالیت می‌کرد.